# Louis Charpentier
 (mars 2017).
Si vous disposez d'ouvrages ou d'articles de référence ou si vous connaissez des sites web de qualité traitant du thème abordé ici, merci de compléter l'article en donnant les références utiles à sa vérifiabilité et en les liant à la section « Notes et références ».
Louis Charpentier, né le 9 décembre 1905 à Diors et mort le 20 mai 1979 à Saint-Benoît-du-Sault, est un journaliste, voyageur, écrivain et éditeur français.

## Biographie
Louis Charpentier a parcouru à pied l'Égypte et le Liban, il a effectué des missions de recherches sur les voies de la Tingitane romaine et sur le lieu du combat entre Héraclès et Antée, pour les travaux publics de l'Administration internationale de Tanger.
C'est en constatant l'action des mégalithes sur le comportement des animaux et des plantes qu'il a été amené à l'étude des « sciences traditionnelles ». 
« Tout l'art des maîtres est d'avoir laissé cet enseignement dans des signes tels que la compréhension de leur signification est fonction de l'état de réception de l'élève et il est clair que c'est une des raisons de l'établissement des chemins initiatiques devenus pèlerinages » (Les Jacques et le mystère de Compostelle).

## Théories
Charpentier a exploré le thème de la géométrie sacrée. Dans son livre Les Géants et le Mystère des origines, il est question de l'aménagement du territoire tel que les Anciens l'avaient conçu à des fins initiatiques et eschatologiques. Charpentier postule pour l'existence en France d'un immense jeu de l'oie qui se développa en spirale depuis l'époque du Néolithique, et dont les « cases » sont marquées de monuments mégalithiques, dont les Hauts-lieux et les lieux-dits portent encore des noms à décrypter ou des noms mythologiques associés, par exemple au dieu Lug ou à sa parèdre Lusine, qui donnera pour cette dernière la fameuse Mélusine de nos légendes et qui saura nourrir toute une littérature fantastique, du Moyen Âge jusqu'au XIXe siècle.
Dans son livre le Mystère basque, qu'il écrivit dans les années 1970, Louis Charpentier échafaude de nombreuses théories quant à l'origine du peuple basque et de l'homme de Cro-Magnon. Ce dernier appartiendrait entre autres à la race des derniers atlantes, auxquels se mêlent des éléments de la race rouge du Néolithique et de leurs défunts peints à l'ocre rouge et disposés dans les tombes en position de fœtus ; ces peuples exilés de leur patrie engloutie, par delà les Colonnes d'Hercule, accosteront par vagues successives sur les côtes atlantiques. En Afrique du nord, ils seront assimilés aux dits « Suivants d'Horus ». Ayant peu à peu quitté le Tassili qui était encore une steppe, ces peuples « Cro-Magnon » (agriculteurs et forgerons) coloniseront et civiliseront en particulier la vallée du Nil, depuis Abydos, lui donnant son haut degré de culture et de spiritualité.
Dans ses livres,  Charpentier est aussi très critique vis-à-vis de la société de consommation et du capitalisme. Il l'est également à l'égard de la chrétienté.

## Publications
- Les mystères de la cathédrale de Chartres, Paris, R. Laffont, 1966, 256 p., ill., pl., couv. ill. ; 21 cm (BNF 32948108)
- Les Mystères Templiers, Paris, R. Laffont, coll. « Les énigmes de l'univers », 1967, 288 p., ill., pl., couv. ill. ; 21 cm (ISSN 0768-3294, BNF 32948109)
- Les géants et le mystère des origines, Paris, R. Laffont, 1969, 287 p., ill., pl., couv. ill ; 21 cm (BNF 32948107)
- Les Jacques et le mystère de Compostelle, Paris, R. Laffont, coll. « Les énigmes de l'univers », 1971, 269 p., ill., pl., couv. ill. ; 21 cm (ISSN 0768-3294, BNF 35434355)
- Le Mystère basque, Paris, R. Laffont, coll. « Les énigmes de l'univers », 1975, 238 p., 12 p. de pl. : couv. ill. ; 22 cm (ISSN 0768-3294, BNF 34571928)
- Le Mystère du vin, Paris, R. Laffont, coll. « Les énigmes de l'univers », 1981, 248 p., 8 p. de pl. : couv. ill. ; 22 cm (ISSN 0768-3294, BNF 34658741)